# 连士升
连士升（Lien Shih Sheng，1907年5月24日—1973年7月9日），别号子云，新加坡著名报人和作家。福建省福宁府福安县人。

## 生平
早年入学福安县穆阳镇同文小学，后转入福安县第一小学。1918-1922在家乡私塾学习，1922年入霞浦县中华圣公会创办的作元汉英学校，1926年入福州市基督教美以美会主办的英华斋。1927年入燕京大学经济系，1931年毕业于燕京大学，获得经济学学士。
在燕大期间，喜爱阅读创造社出版的文学书籍和鲁迅、林语堂等人创办的《语丝》杂志，深受郭沫若、郁达夫和鲁迅的影响。毕业后与燕京大学同学郑侃嬨女士结婚，夫妇相敬如宾。在北平期间一方面为上海《申报》、《东方杂志》撰稿，一面在北平图书馆继续埋头研究经济史。
1934年陶希圣在上海创立《食货》杂志，连士升为主要撰稿人之一。1937年抗日战争初期迁往香港，任《国际通讯》周刊主编，及任教于香港岭南大学。1938年第一任夫人病故。1940年与燕京大学同窗罗牧先生之妹罗梅女士结婚。1941年日军攻陷香港，连士升与燕京大学同学、罗牧、戴淮清（星岛日报记者）携家眷结伴同行，搭乘“泉兴丸”号轮船离开炮弹横飞的香港，辗转澳门、广州湾（今湛江）到越南海防。连士升为避开当时占领越南的日军耳目，隐居越南湄公河三角洲茶荣省茶荣市，化名“郑德华”出任福建学校校长，同时着手翻译剑桥大学克拉潘教授在哈佛大学的讲稿《现代德法经济史》。
1945年日本投降后，辗转于中国与东南亚，后曾短期在国民党于新加坡创办的《中兴日报》任职。1948年任新加坡《南洋商报》中国和欧洲的特派员。连士升历任新加坡《南洋商报》主笔、总编以及新加坡南洋学会理事、会长，中国学会副会长、新加坡大学董事等职。
他笔耕不倦，在南洋商报、南洋周刊和南洋学报上发表了大量政论、游记、书信、杂文、书评和论文。连士升前后共出版23部书籍，包括用十五年心血撰写的三部传记《甘地传》、《尼赫鲁传》和《泰戈尔传》，和对南洋青年有深远影响的代表作《海滨寄简》，对南洋华文学界贡献良多，有“海外的鲁迅”之称。连士升热心华文文化事业，曾任南洋大学筹备委员会委员、新加坡大学理事会委员。1956年，应印度政府邀请，访问印度各地，在马德拉斯因饮食不慎，得黄疸病。次年，得糖尿病，健康每况愈下。逝世於1973年7月9日（星洲日報1973年7月九日訊《我國老報人連士升逝世》）。
2011年9月27日《连士升文集》发布会在北京大学隆重举行。

## 家庭
连士升子女6人：长女名侨思，纪念子产，北京大学生物系毕业，现居新加坡；二子名亮思纪念诸葛亮，现新加坡著名婦產科醫生；三女名仁思纪念王守仁，现居英國；四女名藩思纪念曾國藩；五女名文思纪念孙中山；六女名萧思纪念萧伯纳，曾任惠普（HP）亚太董事经理。

## 著作

### 单行本
- 《研究中国经济史的方法与资料》大公报1931
- 《工业史》1939
- 《祖国记行》 1948
- 歐洲記行系列：1948年秋，连士升以新加坡《南洋商报》记者的身份，赴欧游历，并到巴黎采访联合国开会的新闻，以日记体裁发表在《南洋商报》，后汇集成四部书：欧洲记行之一：《塞纳河两岸》，欧洲记行之二：《地中海之滨》，欧洲记行之三：《大西洋一角》，欧洲记行之四：《印度洋舟中》。
- 《回首四十年》 1952。作者自传，内容包括〈可爱的故乡〉、〈家乡的教育〉、〈福州华英斋〉、〈记燕京大学〉、〈北京图书馆〉、〈北京的公园〉、〈第一次逃难〉、〈记岭南大学〉、〈越南的隐居〉、〈河内的情调〉、〈雾里看重庆〉等。
- 《西方英雄谱》1953
- 《名山胜水》1954
- 《南行集》 1955年。内容包括〈学习顾颉刚〉、〈悼念郁达夫〉、〈欣赏梅兰芳〉、〈访问周光瑚〉、〈漫谈郑板桥〉、〈凭吊圆明园〉、〈中国的文化〉、〈中国的民歌〉等。
- 《闲人杂记》1955 此书是连士升的杂文集。
- 《泰戈尔传》1960
- 《尼赫鲁传》1963
- 《甘地传》 1966
- 《海滨寄简》1-8 连士升的代表作。自1958年起至1973年，前后15年间，连士升每7至10日，在南洋商报副刊，联合早报副刊发表致友人或读者的书信体文章，先后汇集为8册：《海滨寄简之一:物华集》，《海滨寄简之二-天宝集》，《海滨寄简之三-人杰集》，《海滨寄简之四-地灵集》，《海滨寄简之五-落霞集》，《海滨寄简之六-孤鹜集》，《海滨寄简之七-秋水集》，《海滨寄简之八-长天集》。

### 文集

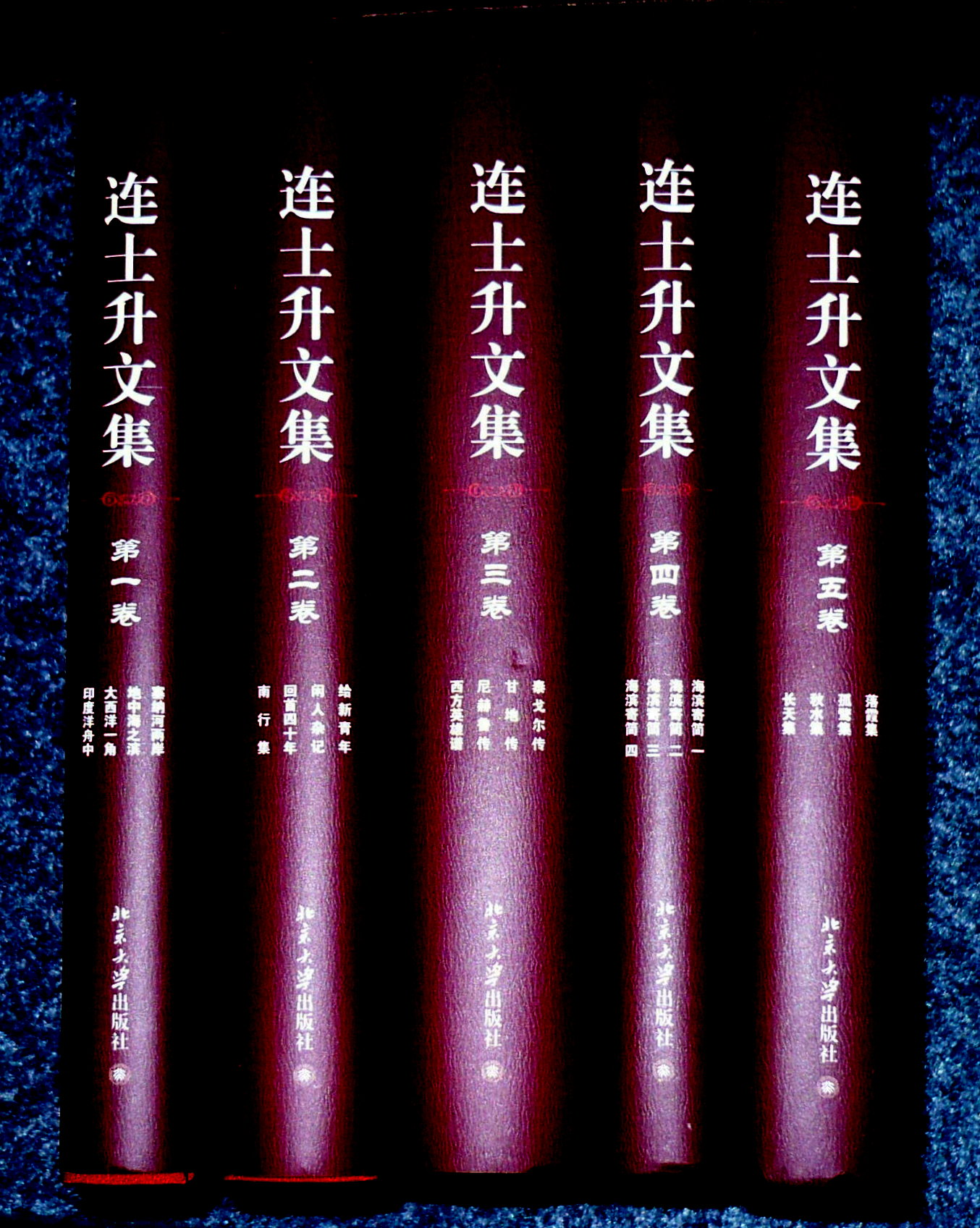
《连士升文集》 北京大学出版社 2011

- 《连士升文选》美国八方文化企业公司 ISBN 1-879771-56-X （页面存档备份，存于）
- 《连士升文集》1-5卷  (新加坡)连士升著 许福吉主编 北京大学出版社 第1版 2011年9月1日 ISBN 9787301193693
- 《慧眼静观-连士升社评选集》连士升著，北京大学出版社2015年
- 《卓识思远-连士升社评选集》连士升著，北京大学出版社2016年

### 书评与序
- 《伍连德自传节译本序》
- 《郁达夫纪念集》
- 连士升：梁康伯著《马来亚的私会党》新加坡南洋学会编 《南洋学报》第15第1辑.
- 连士升：亚兰著 《西人在印马的企业》